# 软式网球
軟式網球是一種類似於網球的運動，與網球一樣，軟式網球比賽也包括單打和雙打。運動員需要將球擊在對方場地內並且讓對方無法回擊。軟式網球使用軟的橡膠球，大小与网球类似，充气气压低于网球，而且表面无毛。軟式網球在亞洲較為普及，特別是在日本、台灣和南韓。

## 歷史
在19世紀末，網球運動傳入日本，因为当时日本无法生产网球，进口价格昂贵，因此日本人使用软的橡胶球，逐渐发展为软式网球运动。

## 重大比賽
- 軟式網球在1990北京亞運及1993上海東亞運中列為示範項目。1994廣島亞運及1997釜山東亞運起已列為正比賽項目。
- 「亞洲盃」軟網錦標賽，每四年一次，最近一次的亞洲盃軟式網球錦標賽是於2004年在泰國清邁舉行。[1]
- 「世界盃」軟網錦標賽，也是每四年一次，最近一次的世界盃軟式網球錦標賽是於2003年11月在日本廣島舉行。[1]

### 世界盃軟網錦標賽
| 年分 | 屆數 | 主辦城市 | 主辦國家 |
| ---- | ---- | -------- | -------- |
| 1975 | 1    | 夏威夷   | 美国     |
| 1977 | 2    | 臺中市   | 臺灣     |
| 1979 | 3    | 大邱     |          |
| 1981 | 4    | 夏威夷   | 美国     |
| 1983 | 5    | 臺中市   | 臺灣     |
| 1985 | 6    | 名古屋市 | 日本     |
| 1987 | 7    | 首爾     |          |
| 1991 | 9    | 首爾     |          |
| 1995 | 10   | 岐阜市   | 日本     |
| 1999 | 11   | 臺北市   | 臺灣     |
| 2003 | 12   | 廣島市   | 日本     |
| 2007 | 13   | 安城市   |          |
| 2011 | 14   | 聞慶市   |          |
| 2015 | 15   | 新德里   | 印度     |
| 2019 | 16   | 台州市   | 中国     |

### 世界盃青年軟網錦標賽
| 年分 | 屆數 | 主辦城市   | 主辦國家 |
| ---- | ---- | ---------- | -------- |
| 2009 | 1    | 四日市市   | 日本     |
| 2014 | 2    | 亞美達巴德 | 印度     |
| 2019 | 3    | 順天市     |          |

## 比賽規則
軟式網球大多數規則與網球相同，在發球上有所不同，有分上手與低手還有切球，上手就是網球常見的高壓發球，低手就是像正拍一樣平發的球，切球就是將握拍改成菜刀由下往上切的發球，會賦予球很大的摩擦力，讓球形成落地後往兩旁彈跳的發球方法。

## 外部連結
- （英文）國際軟式網球協會
- （英文）歐洲軟式網球聯盟 （页面存档备份，存于）
- 中華民國（台灣）軟式網球協會 （页面存档备份，存于）
- 中國軟式網球協會 （页面存档备份，存于）
- （日語）日本軟式網球協會 （页面存档备份，存于）
- 韓國軟式網球協會 （页面存档备份，存于）
- 馬來西亞軟式網球協會
- （英文）蘇格蘭軟式網球聯盟
- 捷克軟式網球協會 （页面存档备份，存于）
- （德文）德國軟式網球協會 （页面存档备份，存于）
- 匈牙利軟式網球協會
- 荷蘭軟式網球協會 （页面存档备份，存于）
- 斯洛伐克軟式網球協會
- 瑞士軟式網球協會
- 波蘭軟式網球協會 （页面存档备份，存于）
- （日語）Soft Tennis Homepage （页面存档备份，存于）